# Anticorrupção
A anticorrupção compreende atividades que se opõem ou inibem corrupção. Assim como a corrupção assume muitas formas, os esforços anticorrupção variam em escopo e estratégia. Às vezes, é feita uma distinção geral entre medidas preventivas e reativas. Nesse contexto, as autoridades investigativas e suas tentativas de desvendar práticas corruptas seriam consideradas reativas, enquanto a educação sobre o impacto negativo da corrupção ou programas de compliance em firmas são classificados como os preventivas.

## História

### História antiga

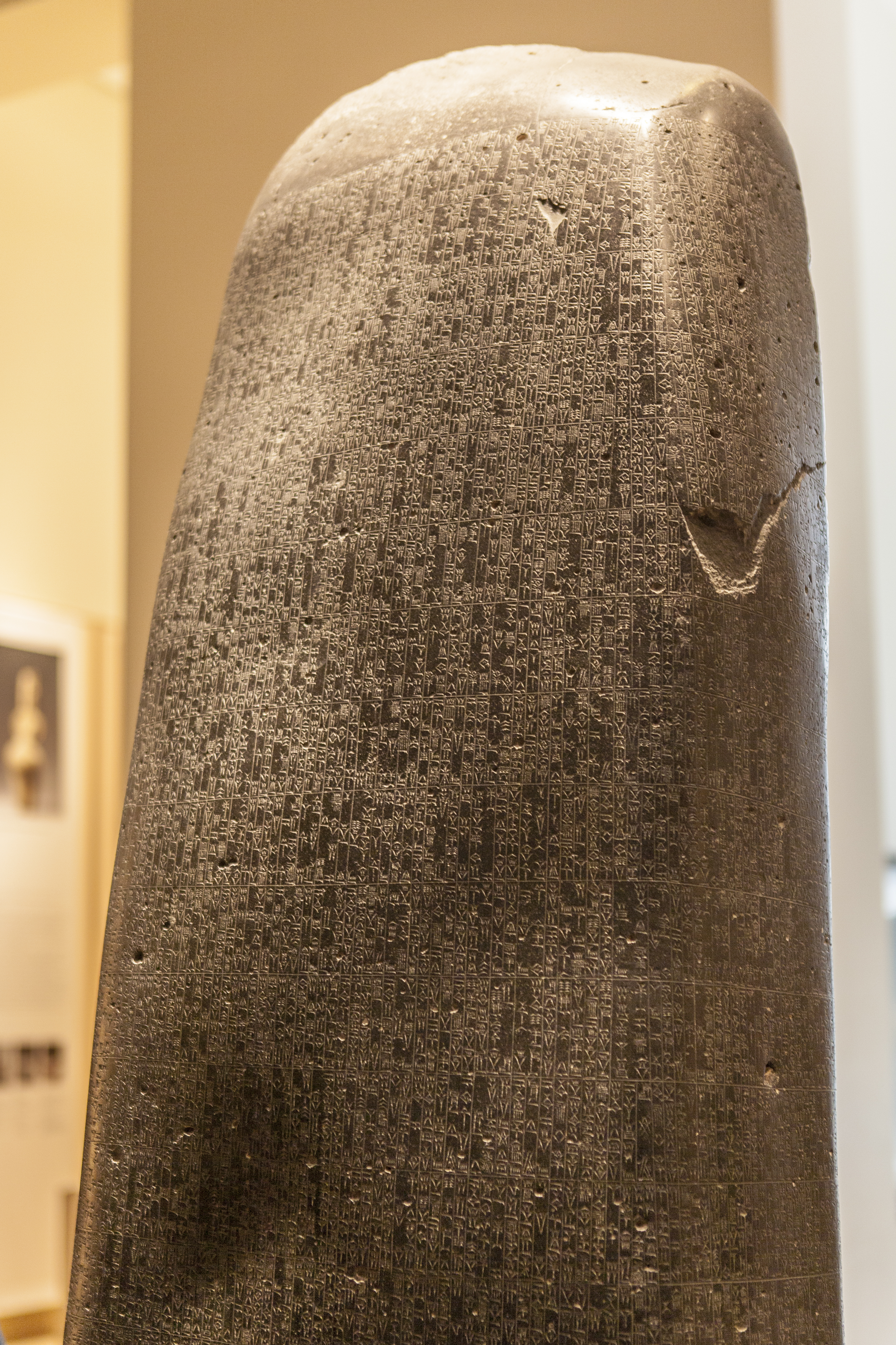
Entre os primeiros esforços anticorrupção documentados está o código de Hamurabi, datado de cerca de 1754 a.C.

O código de Hamurabi (c. 1754 a.C.), o Grande Édito de Horemheb (c. 1300 a.C.) e o Arthasastra (século II a.C.) estão entre as primeiras provas escritas de esforços anticorrupção. Todos esses textos iniciais condenam os subornos para influenciar a decisão dos funcionários públicos, especialmente no sector judicial. Durante a época do Império Romano, a corrupção também foi inibida, como por um decreto emitido pelo imperador Constantino I em 331.
Nos tempos antigos, os princípios morais baseados em crenças religiosas eram comuns, já que várias religiões influentes, como o budismo, o cristianismo, o hinduísmo, o islamismo, o judaísmo, o siquismo e o taoísmo, condenam a conduta corrupta nos seus respectivos textos religiosos. As posições legais e morais descritas abordavam exclusivamente o suborno, mas não se preocupavam com outros aspectos que são considerados corrupção no século XXI. O peculato, o clientelismo, o nepotismo e outras estratégias de obtenção de bens públicos por titulares de cargos públicos ainda não eram consideradas ilegais ou imorais, uma vez que as posições de poder eram consideradas uma posse pessoal e não uma função confiada. Com a popularização do conceito de interesse público e o desenvolvimento de uma burocracia profissional no século XIX, os escritórios passaram a ser percebidos como tutelas em vez de propriedade do titular do cargo, levando à legislação contra e a uma percepção negativa dessas formas adicionais de corrupção. Especialmente na diplomacia e para fins de comércio internacional, a corrupção continuou a ser um fenômeno geralmente presente na vida política e econômica ao longo do século XIX e em grande parte do século XX.

### Na sociedade contemporânea
Na década de 1990, a corrupção foi cada vez mais percebida como tendo um impacto negativo na economia, na democracia e no Estado de direito, como foi salientado por Kofi Annan. Os efeitos alegados por Annan poderiam ser comprovados por uma variedade de estudos empíricos, conforme relatado por Juli Bacio Terracino. A crescente consciencialização sobre a corrupção foi generalizada e partilhada através das fronteiras profissionais, políticas e geográficas. Embora um esforço internacional contra a corrupção parecesse irrealista durante a Guerra Fria, uma nova discussão sobre o impacto global da corrupção tornou-se possível, levando a uma condenação oficial da corrupção por parte de governos, empresas e vários outros intervenientes. Além disso, a década de 1990 assistiu a um aumento da liberdade de imprensa, do ativismo das sociedades civis e da comunicação global através de uma infraestrutura de comunicação melhorada, o que abriu caminho a uma compreensão mais aprofundada da prevalência global e do impacto negativo da corrupção. Em consequência desses desenvolvimentos, foram fundadas organizações não governamentais internacionais (por exemplo, Transparência Internacional) e organizações e iniciativas intergovernamentais (por exemplo, o grupo de trabalho da OCDE sobre suborno) para combater a corrupção.
Desde a década de 2000, o discurso tornou-se mais amplo. Tornou-se mais comum referir-se à corrupção como uma violação dos direitos humanos, o que também foi discutido pelos organismos internacionais responsáveis. Além de tentar encontrar uma descrição adequada para a corrupção, a integração da corrupção num quadro de direitos humanos também foi motivada por sublinhar a importância da corrupção e educar as pessoas sobre os seus custos.